# ساوثرن ایرویز اکسپرس
ساوثرن ایرویز اکسپرس (به انگلیسی: Southern Airways Express) یک شرکت هواپیمایی با کد یاتا 9X است که در ۲۰۱۳ میلادی تأسیس شده‌است. دفتر مرکزی ساوثرن ایرویز اکسپرس در ممفیس، تنسی واقع شده‌است و قطب این شرکت هواپیمایی در فرودگاه بین‌المللی ممفیس قرار دارد و به ۱۰ مقصد، پرواز انجام می‌دهد.